# Waterframe

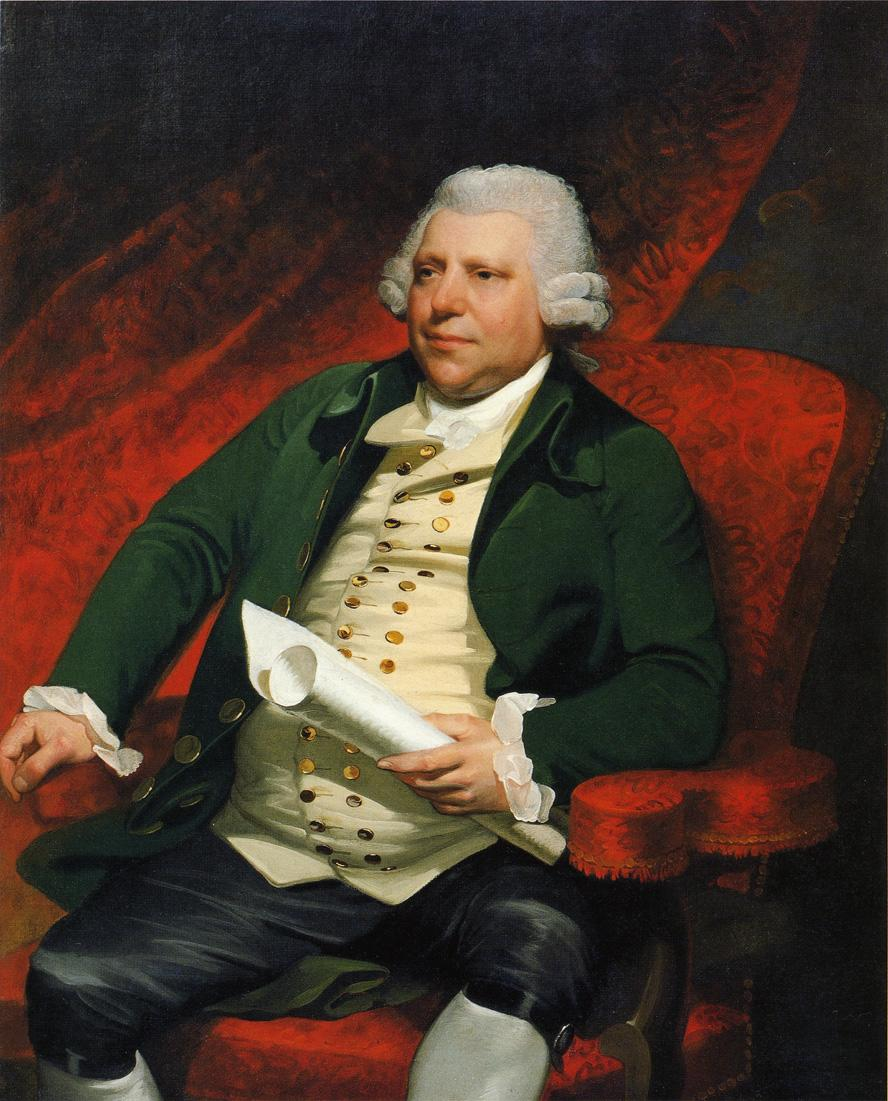
Vynálezce Richard Arkwright (1732–1792)

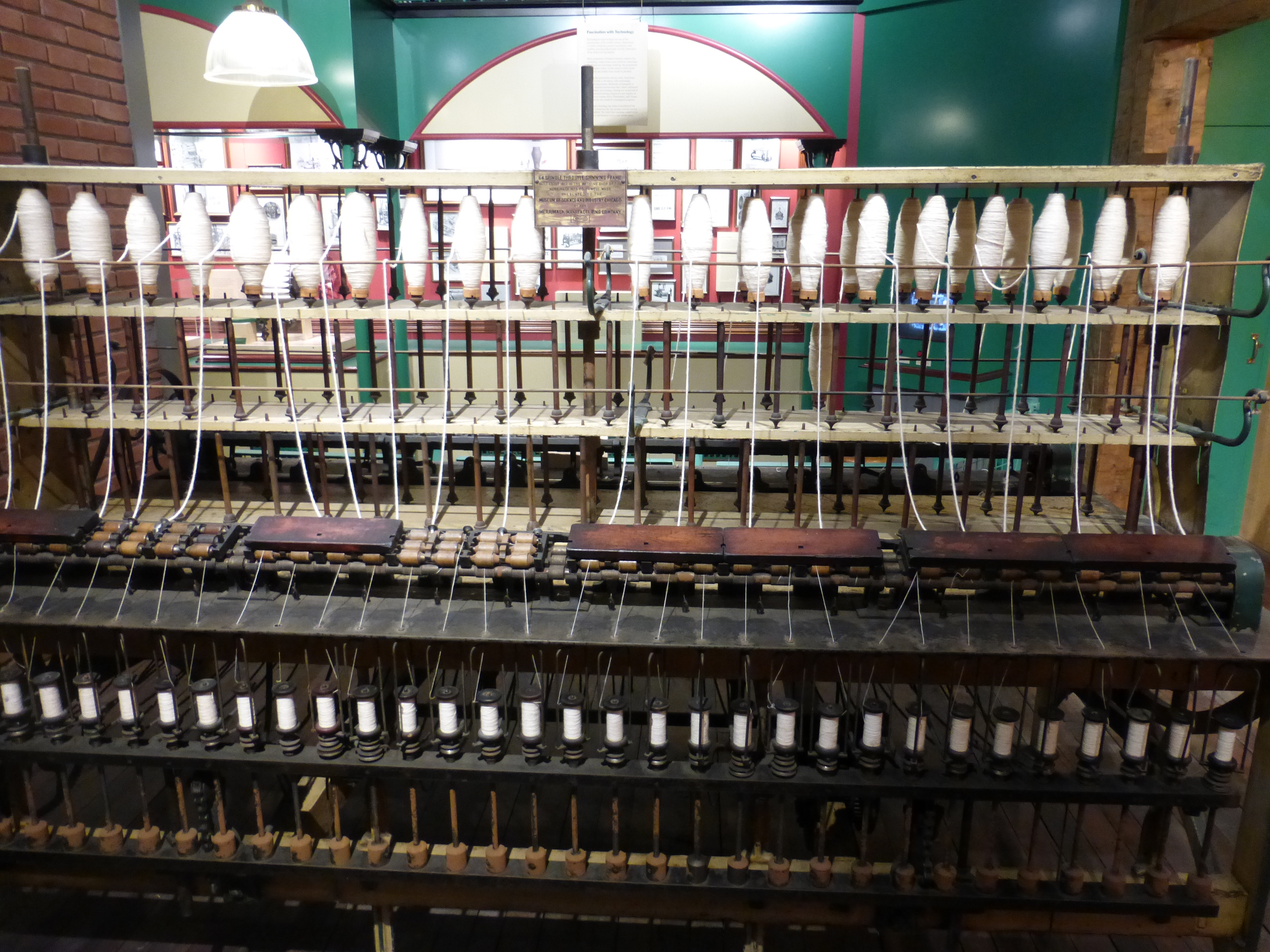
Throstle v muzeu (Lowell National Historical Park 2014)

Waterframe je dopřádací stroj, který si nechal patentovat Angličan Richard Arkwright v roce 1769.
Stroj se poháněl vodním kolem, obsluha byla velmi jednoduchá. Přádní proces zde probíhal na rozdíl od srovnatelných tehdejších strojů nepřetržitě a nová byla také možnost zpracování bavlny. Princip práce stroje byl podobný jako u křídlovek ještě i v 21. století: pramen nebo přást se zjemňoval ve válečkovém průtahovém ústrojí a poměrně hrubá příze (údajně max. do 12 tex) se zakrucovala s pomocí křídla s jedním ramenem ve tvaru spirály, kterým byla vedena příze a navíjena na kotoučové cívky. Cívky se otáčely jen tahem hotové příze, bez přímého pohonu. Vřetena s křídly mohla běžet až se 4000 otáčkami za minutu.

## Z historického vývoje
Na vynálezu waterframe měl velký podíl hodinář Kay, kterého Arkwright (povoláním parukář) zaměstnával. Arkwrightova hlavní zásluha byla v tom, že spolu se dvěma investory založil v roce 1771 první přádelnu bavlny na světě, ve které byla výroba na strojích waterframe organizována jako průmyslový podnik. V této přádelně a v řadě dalších podniků vzniklých brzy nato, běžely stroje na principu waterframe, strojům se zjednodušeným pohonem pracovních orgánů se říkalo throstle (česky regionálně: drosle). 
První stroje se stavěly většinou s 96 vřeteny, jako maximální výkon se udávalo asi 290 metrů příze na vřeteno a hodinu (na kolovratu se dalo dosáhnout 364 m / hod), jeden stroj waterframe tedy nahradil asi 80 přadlen s kolovratem.  Na waterframe se musely kvůli systému navíjení vyrábět příze se zvýšeným zákrutem, ve tkaninách se proto daly použít jen jako osnovní niti. V tom ohledu je předčily stroje spinning mule, které waterframe v příštích letech z velké části nahradily, takže např. v roce 1811 bylo v Anglii v provozu 280 tisíc vřeten waterframee vedle 4,6 milionu vřeten spinning mule.